# Модерзон, Эрнст
Эрнст Модерзон (нем. Ernst Modersohn; 14 февраля 1870, Зост — 2 февраля 1948, Бад-Бланкенбург) — немецкий протестантский пастор и писатель; изучал протестантское богословие в университетах Тюбингена, Берлина, Галле и Бонна. С 1894 по 1899 год он был пастором в Вайденау, а с 1900 года — в городе Мюльхайм-ан-дер-Рур. Являлся автором около 260 книг и брошюр, вышедших общим тиражом в более чем четыре миллиона экземпляров (1990).

## Биография
Эрнст Модерзон родился 14 февраля 1870 года в Зосте в семье Вильгельма Модерзона (1832—1918), являвшегося местным мастером-строителем (архитектором); с 1874 года Вильгельм работал в Мюнстере, а также — недолго проработал в Бад-Бланкенбурге (Тюрингия). Его женой была дочь пекаря Луиза Модерзон, урождённая Хайдебринк (1833—1905).
Изначально Эрнст хотел стать актёром или художником: он был младшим братом пейзажиста Отто Модерзона (1865—1943) и зятем художницы Паулы Модерзон-Беккер. Эрнст начал писал стихи и романы, но затем решил изучать протестантское богословие: был студентом в университетах Тюбингена, Берлина, Галле и Бонна. Во время служения викарием в Зигерланде он пережил «обращение» — то есть принял личное, свободное решение следовать за Иисусом Христом, признавая его Спасителем. С 1894 по 1899 год Модерзон являлся пастором в Вайденау (Зигер), а с 1900 года — в городе Мюльхайм-ан-дер-Рур. В том же году он взял на себя издание еженедельной газеты «Sabbathklänge», являвшейся органом рейнского пиетизма.
В 1905—1906 годах в Мюльхайме произошло «религиозное пробуждение» Модерзона — он присоединился к движению пятидесятников; получил поддержку от пастора Мартина Гиркона и проповедника Якоба Феттера (1872—1918), который только что вернулся из Уэльса; примерно до 1910 года Модерзон был близок к данному движению. В 1906 году он был назначен Немецким евангельским альянсом в Бад-Бланкенбург, где взял на себя руководство местным отделением альянса и его общественным центром; от также основал еженедельник «Heilig dem Herrn». С 1910 года он был освобожден от должности в Бланкенбурге — для «евангелизации» (проповедования); вскоре стал одним из самых популярных евангелистов в Германской империи, которого даже называли «немецким Муди» — от имени американского проповедника Дуайта Лаймана Муди (1837—1899). В 1913 году Модерзон участвовал в создании союза «Pfarrerinnen- und Pfarrer-Gebetsbundes» (PGB).
В церковной борьбе между национал-социалистическими «Немецкими христианами» и движением сопротивления «Исповедующей церкви» Модерзон попытался сохранить нейтральную позицию: тем не менее во время Второй мировой войны им был получен почти пятилетний запрет на поездки и проповеди. После окончания войны некоторые его труды — в частности «Потрясенные» (Überwunden, 1934) и «Из сокрытого мира» (Aus einer verborgenen Welt, 1939) — оказались в советском списке изъятой литературы. Входил в состав целого ряда протестантских союзов и объединений; скончался в феврале 1948 года в Бад-Бланкенбурге.

## Работы
Эрнст Модерзон являлся автором около 260 книг и брошюр — вышедших, по данным на 1990 год, общим тиражом в более чем четыре миллиона экземпляров:
- Drei Minuten vor Mitternacht oder: Vorhergesagt, und doch unerwartet. — Neumünster i. H. : Vereinsbuchh., 1906, 151.-155. Taus.
- Was wir wünschen. — Neumünster : Ihloff, [1909].
- Er kann helfen! — Mülheim a. d. Ruhr : Buchh. d. Evang. Vereinshauses, 2. verm. Aufl., [1912].
- Soll ich mich noch einmal taufen lassen. — Neumünster in Holstein : Ihloff, 1913.
- Sklaven oder Sieger? — Neumünster in Holstein : Ihloff, [1913].
- Naar Herren kommer. — Kristiania : Martinussen, 1913.
- Mit Gott zufrieden. — Neumünster : Ihloff, 3. Aufl., [1913].

Некоторые книги, такие как "В оковах сатаны" или "Иаков и Иосиф" , были пререведены на русский язык.